# Стратегія (теорія ігор)
В теорії ігор стратегія гравця в грі або діловій ситуації — це повний план дій у всіх ситуаціях, які можуть виникнути. Стратегія визначає дію гравця в будь-який момент гри і для кожного можливого перебігу гри, здатного призвести до кожної ситуації.
Набір стратегій — стратегії для кожного з гравців, які повністю описують всі дії в грі. Набір стратегій повинен включати одну і тільки одну стратегію для кожного гравця.
Поняття стратегії іноді (помилково) плутають з поняттям ходу. Хід є дією одного з гравців в якийсь момент гри. Стратегію можна порівняти з повним комп'ютерним алгоритмом для участі в грі, який передбачає можливість ходу з будь-якого можливого становища під час гри. Наприклад, число ходів у «хрестиках-нуликах» 4 або 5, в залежності від того, хто розпочав; число всіх стратегій 384 або 945 відповідно.

## Типи стратегій
Чиста стратегія дає повну визначеність, яким чином гравець продовжить гру. Зокрема, вона визначає результат для кожного можливого вибору, який гравцеві можливо доведеться зробити. Простором стратегій називають безліч всіх чистих стратегій, доступних даному гравцеві. Кожну чисту стратегію можна розглядати як вироджений випадок змішаної стратегії.
Змішана стратегія є вказівкою ймовірності кожної чистої стратегії. Це означає, що гравець вибирає одну з чистих стратегій відповідно до ймовірностей, заданих змішаною стратегією. Вибір здійснюється перед початком кожної гри і не змінюється до її кінця. Кожна чиста стратегія є частковим випадком змішаної, коли ймовірність однієї з чистих стратегій дорівнює одиниці, а інших можливих чистих стратегій — нулю.
Введенням змішаної стратегії розширюють клас допустимих дій гравця для того, щоб домогтися існування розв'язків гри, яке вимагається принципом досяжності мети.

## Зноски
1. 1 2 3  Енциклопедія кібернетики, т. 2, ст. 410.